# 谢夫瓦尔·伊莱达·塔尔汗
谢夫瓦尔·伊莱达·塔尔汗（2000年2月4日—）是土耳其女子射击运动员，2023年世界射击锦标赛混合团体10米气手枪银牌得主、2024年夏季奥林匹克运动会混合团体10米气手枪银牌得主，与搭档迪凯奇共同打下奥运射击史上的首枚土耳其奖牌纪录。